# 46-й истребительный авиационный полк
46-й истребительный авиационный полк — воинская часть Военно-воздушных сил (ВВС) Вооружённых Сил РККА, принимавшая участие в боевых действиях Великой Отечественной войны.

## История
Полк принимал участие в Польском походе РККА.
На 22 июня 1941 года базируется в Дубно, с задачей прикрытия Луцка, к началу войны перелетел на полевоый аэродром во Млынове, имея в своём составе 56 И-16 и И-153 (в том числе 10 неисправных), оставалось также около 10 И-15 бис. Участвует в боевых действиях с первых часов войны, и по официальной истории, лётчик именно этого полка, Иванов И. И. совершил первый таран в ходе войны (He 111 из состава 7.KG55). В основном в течение июня-июля 1941 года вылетал на прикрытие штурмовиков и на перехват бомбардировщиков в районах Луцк, Дубно, Ровно
13 июля 1941 года отведён в резерв, потеряв материальную часть. Переформируется и укомплектовывается в Ростове-на-Дону, получил самолёты ЛаГГ-3, в августе некоторое время входил в состав ПВО Московского военного округа, но скоро был передан в состав 8-й смешанной авиационной дивизии, действовавшей на Ленинградском фронте. В конце сентября 1941 года был передан в оперативное подчинение в 7-й авиакорпус ПВО, охранявшем небо над Ленинградом, перебазировался на Комендантский аэродром, в октябре 1941 года передан во 2-ю смешанную авиационную дивизию. Находился под Ленинградом до конца 1941 года, в частности, действовал над Кингисеппом, Ораниенбаумом, Гатчиной, затем выведен в резерв.
В мае 1942 года получил самолёты «Харрикейн», направлен сначала на Западный фронт, а затем на Юго-Западный фронт. Действовал на дальних подступах к Сталинграду, в частности, 13 июня 1942 года в районе Приколотное
В конце июля 1942 года в полку осталось 4-5 самолётов и он, оставив машины, выведен в резерв и перевооружён истребителями P-40. Переформируется и укомплектовывается в Иваново,
В конце ноября 1941 года вылетел на Северо-Западный фронт, с 15 декабря 1942 года начал боевую деятельность с аэродрома Выползово, в основном действует в районе «рамушевского коридора»
18 марта 1943 года преобразован в 68-й гвардейский истребительный авиационный полк

## Наименования полка
За весь период своего существования полк несколько раз менял своё наименование:
- 46-й истребительный авиационный полк
- 68-й гвардейский истребительный авиационный полк
- 68-й гвардейский Клайпедский истребительный авиационный полк
- 68-й гвардейский Клайпедский ордена Кутузова III степени истребительный авиационный полк
- Полевая почта 06836

## В действующей армии
В составе действующей армии:
- c 22 июня 1941 по 12 июля 1941 г.
- с 10 августа 1941 по 28 декабря 1941 г.
- с 24 мая 1942 по 28 июля 1942 г.
- с 15 декабря 1942 по 18 марта 1943 г.

## Участие в операциях и битвах
- Приграничные сражения
- Операции Юго-Западного фронта

## Подчинение
| Период          | Фронт (округ)            | армия               | дивизия                                  | примечание                                                               |
| --------------- | ------------------------ | ------------------- | ---------------------------------------- | ------------------------------------------------------------------------ |
| 22.06.1941 года | Юго-Западный фронт       | -                   | 14-я смешанная авиационная дивизия       | -                                                                        |
| 01.07.1941 года | Юго-Западный фронт       | 5-я армия           | 14-я смешанная авиационная дивизия       | -                                                                        |
| 10.07.1941 года | Юго-Западный фронт       | -                   | 14-я смешанная авиационная дивизия       | -                                                                        |
| 01.08.1941 года | -                        | -                   | -                                        | на переформировании, какое-то время входил в состав 6-го авиакорпуса ПВО |
| 01.09.1941 года | Ленинградский фронт      | -                   | 8-я смешанная авиационная дивизия        | -                                                                        |
| 01.10.1941 года | Ленинградский фронт      | -                   | 8-я смешанная авиационная дивизия        | в оперативном подчинении 7-го авиакорпуса ПВО                            |
| 01.11.1941 года | Ленинградский фронт      | -                   | 2-я смешанная авиационная дивизия        | -                                                                        |
| 01.12.1941 года | Ленинградский фронт      | -                   | 2-я смешанная авиационная дивизия        | -                                                                        |
| 01.01.1942 года | Ленинградский фронт      | 54-я армия          | -                                        | на переформировании                                                      |
| 01.02.1942 года | Резерв Ставки ВГК        | -                   | -                                        | на переформировании                                                      |
| 01.03.1942 года | Московский военный округ | -                   | -                                        | на переформировании                                                      |
| 01.04.1942 года | Московский военный округ | -                   | -                                        | на переформировании                                                      |
| 01.05.1942 года | Московский военный округ | -                   | -                                        | на переформировании                                                      |
| 01.06.1942 года | Западный фронт           | 1-я воздушная армия | 235-я истребительная авиационная дивизия | -                                                                        |
| 01.07.1942 года | Юго-Западный фронт       | 8-я воздушная армия | 235-я истребительная авиационная дивизия | -                                                                        |
| 01.08.1942 года | Московский военный округ | -                   | -                                        | на переформировании                                                      |
| 01.09.1942 года | Московский военный округ | -                   | -                                        | на переформировании                                                      |
| 01.10.1942 года | Московский военный округ | -                   | -                                        | на переформировании                                                      |
| 01.11.1942 года | -                        | -                   | -                                        | нет данных, на переформировании                                          |
| 01.12.1942 года | -                        | -                   | -                                        | нет данных, на переформировании                                          |
| 01.01.1943 года | Северо-Западный фронт    | 6-я воздушная армия | 240-я истребительная авиационная дивизия | -                                                                        |
| 01.02.1943 года | Северо-Западный фронт    | 6-я воздушная армия | 240-я истребительная авиационная дивизия | -                                                                        |
| 01.03.1943 года | Северо-Западный фронт    | 6-я воздушная армия | 239-я истребительная авиационная дивизия | Киттихаук (Кёртисс P-40)                                                 |

## Командиры
- майор, подполковник Подгорный Иван Дмитриевич[2], 10.11.1940 — 20.05.1942
- капитан, майор Осипов Павел Платонович[2], 20.05.1942 — 25.10.1942 (погиб)
- майор, подполковник Мухин Владимир Сергеевич[2],25.10.1942 — 18.03.1943

## Отличившиеся воины полка
| Награда | Ф. И. О.              | Должность                        | Звание            | Данные о вылетах                                   | Дата награждения | Примечания                           |
| ------- | --------------------- | -------------------------------- | ----------------- | -------------------------------------------------- | ---------------- | ------------------------------------ |
|         | Иванов, Иван Иванович | заместитель командира эскадрильи | старший лейтенант | 1 боевой вылет, 1 воздушный бой, 1 сбитый самолёт. | 02.08.1941       | посмертно, 22.06.1941 совершил таран |

## Самолёты на вооружении
| Период            | Самолёты       |
| ----------------- | -------------- |
| 1938 — 1941       | И-16           |
| 1939 — 1941       | И-153          |
| 1941 — 1942       | ЛаГГ-3         |
| 01.1942 — 08.1942 | Харрикейн      |
| 08.1942 — 1943    | Киттихаук Р-40 |

## Первая победа в воздушном бою
22 июня 1941 года лётчик полка старший лейтенант Иванов, Иван Иванович на самолёте И-16 в воздушном бою в районе аэродрома Дубно таранным ударом сбил немецкий бомбардировщик Хе-111

## Статистика боевых действий
Всего за 1941—1942 годы Великой Отечественной войны полком:
| Выполнено боевых вылетов | Сбито самолётов в воздухе | Уничтожено самолётов всего |
| ------------------------ | ------------------------- | -------------------------- |
| более 2600               | 99                        | 99                         |

Свои потери:
| Потеряно самолётов, всего | Погибло лётчиков всего |
| ------------------------- | ---------------------- |
| 68                        | 27                     |